# 姉川 (通報艦)
姉川（あねかわ/あねかは）は日本海軍の通報艦。艦名は滋賀県の姉川に因む。ちなみにロシアでの旧名である「アンガラ」も河川名であり、発音が似ているから「姉川」としたという推測もある。

## 概要

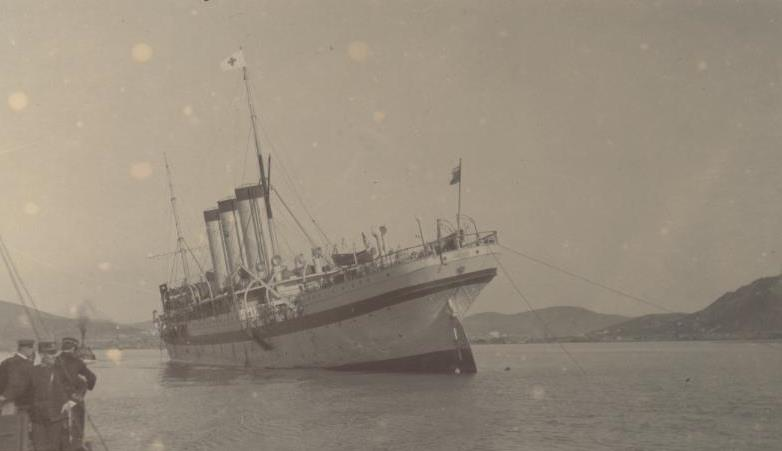
旅順港内で擱座した状態の「アンガラ」。白色船体に帯を巡らせた規定塗装や、後部マストの赤十字旗など、病院船であったことがわかる。ただし、病院船としての保護を受けるには、交戦国への通知が別途要件となる

元々はイギリスのクライドバンク社で1898年（明治31年）9月に進水したロシア義勇艦隊の汽船「モスクワ」。オデッサからウラジオストクや旅順へ陸兵や軍需物資を輸送していた。日露間の緊張が高まったため1903年（明治36年）に15cm砲4門などを積み仮装巡洋艦に改装、「アンガラ」と命名され同年末に旅順に来港した。
日露戦争開戦後の1904年（明治37年）3月に備砲を撤去し病院船となっていたが、ロシア海軍は日本側にきちんと通告していなかった。そのため旅順陥落で自沈していた本船を日本軍が浮揚し整備、1905年（明治38年）6月3日に「姉川丸（あねかわまる/あねかはまる）」と命名。「姉川丸」は仮装巡洋艦とされ、9月5日に工事が完了し、同月末に就役した。10月23日、横浜沖で実施された凱旋観艦式に参加。
1906年（明治39年）3月8日、通報艦「姉川」とされる。
戦後にロシアから病院船の拿捕であると抗議を受け、結局明治天皇からロシア皇帝に贈与する形で返還することとなった。1911年（明治44年）8月22日除籍し宮内省に移管する。9月2日呉港を出港し同月6日のウラジオストク到着後、同地でロシアに引き渡された。
船名は「モスクワ」に戻る。1916年（大正5年）11月に「ペチェンガ（Pechenga）」と改名、1922年（大正11年）までは機関不能の状態でウラジオストクにあった。

## 艦長

### 日本海軍
※『日本海軍史』第9巻・第10巻の「将官履歴」及び『官報』に基づく。
姉川丸
- 石橋甫 大佐：1905年8月12日 - 1905年11月21日
- 花房祐四郎 大佐：1905年11月21日 - 1906年3月7日

姉川
- 花房祐四郎 大佐：1906年3月8日 - 1908年5月15日
- 山本竹三郎 大佐：1908年5月15日 - 1908年12月10日
- （兼）笠間直 大佐：1908年12月10日 - 1909年10月11日
- 小黒秀夫 大佐：1910年4月9日 - 1910年6月22日
- （兼）田所広海 大佐：1910年6月22日 - 1910年9月26日
- 広瀬順太郎 大佐：1910年9月26日 - 1910年12月1日